# Nazaré (Salvador)
Nazaré é um bairro da cidade de Salvador, no Estado da Bahia, Brasil. Em 2012, o iBahia pesquisou a vida cultural do Bairro.
É um bairro de classe média,[carece de fontes?] localizado próximo ao antigo centro da cidade, onde se pode encontrar importantes instituições, como a Escola Bahiana de Medicina e Saúde Pública, a Biblioteca Infantil Monteiro Lobato, o Fórum de Justiça Ruy Barbosa, o Tribunal Regional do Trabalho da 5ª Região, diversas repartições públicas, o estádio Arena Fonte Nova (antigo estádio de futebol Octávio Mangabeira, também chamado de estádio da Fonte Nova), diversos representantes do segmento de comércio e pitorescas ruas de casas em estilo antigo. Na localidade, também, encontra-se o Colégio Salesiano de Salvador, um dos mais antigos da capital baiana.[carece de fontes?]

## Demografia
Foi listado como um dos bairros mais perigosos de Salvador, segundo dados do Instituto Brasileiro de Geografia e Estatística (IBGE) e da Secretaria de Segurança Pública (SSP) divulgados no mapa da violência de bairro em bairro pelo jornal Correio em 2012. Ficou entre os mais violentos em consequência da taxa de homicídios para cada cem mil habitantes por ano (com referência da ONU) ter alcançado o segundo nível mais negativo, com o indicativo de "61-90", sendo um dos piores bairros na lista.